# Elaphrinae
Los elafrinos (Elaphrinae) son una subfamilia de coleópteros adéfagos  perteneciente a la familia Carabidae.

## Géneros
- Diacheila - Blethisa - Elaphrus